# Frederick Abberline
Frederick "Fred" George Abberline, född 8 januari 1843, död 10 december 1929, var kriminalkommissarie (engelska: chief inspector) vid polisen i London, och var en tongivande figur i utredningen kring Whitechapelmorden som begicks av Jack the Ripper under hösten 1888.

## Biografi
Abberline föddes i Blandford Forum, Dorset, som son till sadelmakaren Edward Abberline och dennes hustru Hannah (född Chinn). Fadern, som också arbetade för den lokala polisen, avled 1859, varför Hannah och de tre barnen Frederick, Harriett och Edward lämnade hemmet för öppna en liten butik. Frederick arbetade under en tid som urmakare, men tog anställning vid Metropolitan Police 1863 och den 19 augusti 1865 blev han polisinspektör (Sergeant). Denna befordran gick mycket snabbt och han flyttades den 30 oktober till Highgate, som kallades Y Division.
Den 10 mars 1873 utnämndes Abberline till tillförordnad poliskommissarie (Inspector) och den 8 april 1878 befordrades han till poliskommissarie, varför han flyttades till Whitechapel. Den 26 februari 1887 förflyttades han till Whitehall och den 19 november samma år flyttades han till Scotland Yard. Den 8 februari 1888 utnämndes Abberline till tillförordnad första klassens poliskommissarie och den 22 december 1890 blev han tillförordnad poliskommissarie med särskild ställning (Chief Inspector). Abberline avgick från Metropolitan Police den 7 februari 1892. Som pensionär gjorde han vissa privata detektivarbeten. Abberline avled den 10 december 1929 och begravdes på kyrkogården Wimbourne.

## Utredningen kring Jack Uppskäraren
Under Jack Uppskärarens mord i Whitechapel 1888 var Abberline med i polisutredningen. Abberline lade 1903 fram teorin om att Severin Klosowski (alias George Chapman) var mördaren. Abberline förhörde Klosowskis hustru, som sade att hennes man brukade vara borta om nätterna under den tid, då seriemorden ägde rum.
Den spanske författaren och handstilsspecialisten Jose Luis Abad hävdar i sin bok Jack the Ripper: Den mest intelligenta mördaren i historien, efter att ha jämfört handstilarna, att den hänsynslöse mördaren var Frederick Abberline själv.

## Populärkultur
I miniserien Jack the Ripper från 1988 spelas rollen som Abberline av Michael Caine. I långfilmen From Hell, en filmatisering av Alan Moores serieroman med samma namn, spelas Abberline av Johnny Depp.